# DCD2 Records
La DCD2 Records, precedentemente nota come Decaydance Records, è un'etichetta discografica indipendente di proprietà di Peter Wentz e Patrick Stump, entrambi membri del gruppo musicale Fall Out Boy, e di altri soci, con sede a New York. È stata fondata nel 2005 come traccia della Fueled by Ramen, e la prima band ad aver firmato un contratto con essa sono stati i Panic! at the Disco. Nel 2014, l'etichetta ha cambiato nome in DCD2 Records; i primi contratti firmati con tale nome sono stati con i New Politics e con Lolo.

## Artisti

### Attuali
- Fall Out Boy
- Panic! at the Disco
- Nothing,Nowhere
- MAX
- Travie McCoy
- L.I.F.T

### Passati
- The Academy Is...
- New Politics
- Black Cards
- The Cab
- Charley Marley
- Cobra Starship
- Cute Is What We Aim For
- Destroy Rebuild Until God Shows
- Doug[2]
- Four Year Strong
- Hey Monday
- The Hush Sound
- Lifetime
- LOLO
- Millionaires[2]
- October Fall
- Tyga
- The Ready Set
- Twenty One Pilots